# Pontito
Pontito ist eine Fraktion der italienischen Gemeinde (comune) Pescia in der Provinz Pistoia, Toskana.

## Beschreibung
Pontito ist einer der Orte, die Die Zehn Burgen (Dieci Castella) genannt werden. Die Gegend, in der das Dorf liegt, die Valleriana, wird auch Die Pescianische Schweiz (Svizzera Pesciatina) gerufen. Pontito mit seinen steinernen Häusern ist ein uraltes, abgelegenes Dorf und liegt 745 Meter über dem Meeresspiegel.

## Herkunft der Nennung
Wie die Sage berichtet, stammt der Name des Ortes von einer nahegelegenen Brücke, die der römische Kaiser Titus hat bauen lassen. Einer andren Erzählung nach leitet sich die Nennung von dem Ortsheiligen Pontito ab.

## Bauten & Sehenswürdigkeiten
- Kirche der Heiligen Andreas & Lucia, 910 als von der Pieve dei Santi Martino e Sisto in Vellano abhängige Kirche im Ortskern. Erhielt 1378 das Taufrecht und wurde 1497 erstmals restauriert.[3]
- Oratorio della Madonna del Soccorso, 17. Jahrhundert[4], Gebetshaus kurz außerhalb des Ortskerns.
- Oratorio della Madonna delle Grazie, 1775 entstandenes Gebetshaus etwa 500 m nördlich von Pontito.[5]

## Söhne & Töchter des Ortes
- Franco Magnani (* 1934), italo-amerikanischer autodidaktischer Maler